# Herbert Weidling

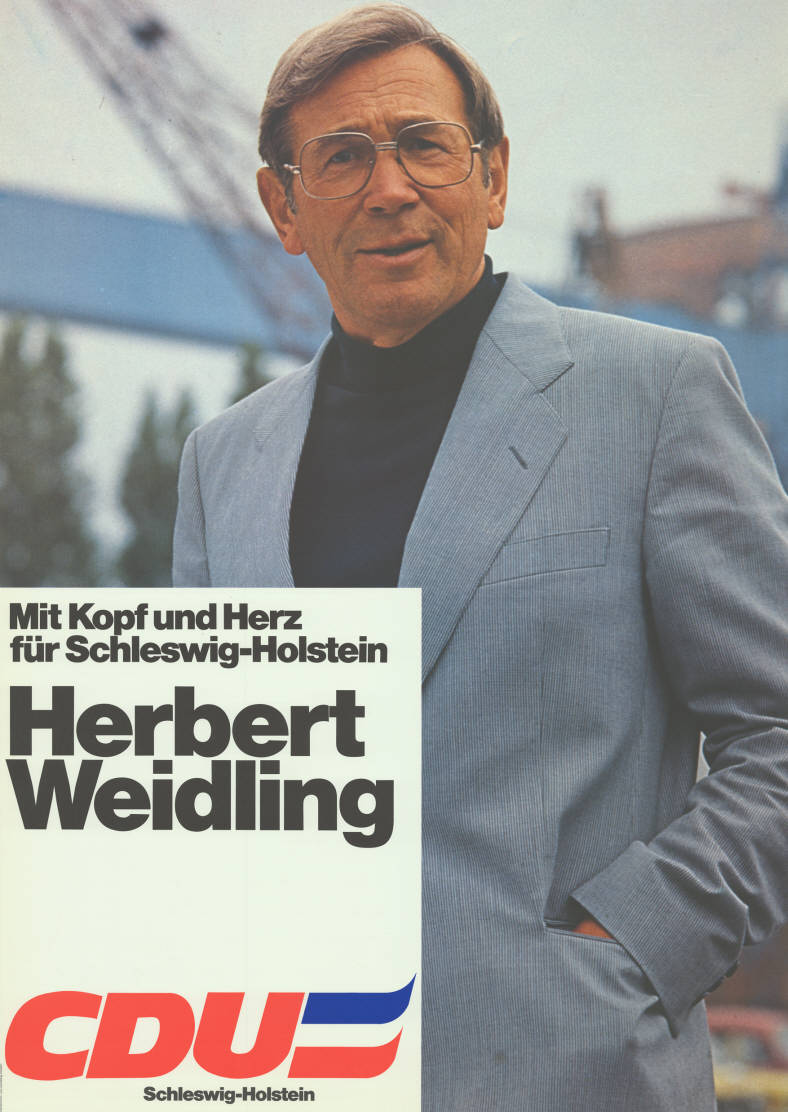
Kandidatenplakat zur Landtagswahl in Schleswig-Holstein 1979

Herbert Weidling (* 25. April 1920 in Eckholz, Kreis Eckernförde; † 1. Februar 2015) war ein deutscher Architekt und Politiker (CDU).
Weidling schloss sein Studium als Diplom-Ingenieur ab. Er trug wesentlich zur Gründung der Architektenkammer Schleswig-Holstein bei und war von 1966 bis 1971 ihr erster Präsident. 2009 ernannte die mittlerweile durch Zusammenschluss entstandene gemeinsame Architekten- und Ingenieurkammer Weidling zu ihrem Ehrenpräsidenten.
Am 14. November 1982 rückte er für Gerhard Stoltenberg in den Landtag von Schleswig-Holstein nach, dem er bis April 1983 angehörte. Dort war er Mitglied im Eingaben- und Sozialausschuss.